# NK Priluk
NK Priluk je bosanskohercegovački nogometni klub iz Priluka kod Živinica.

## Povijest
Klub je osnovan 1964. godine. Do sezone 2010./2011. se natjecao u županijskim ligama Tuzlanske županije. Najveći uspjeh kluba je ulazak u Drugu ligu FBiH – Sjever.